# Dmytro Karwanski
Dmytro Karwanski ps. Orśkyj (ur. 10 października 1913 w Stanisławczyku, zg. 7 stycznia 1946 w Birczy) – chorąży Ukraińskiej Powstańczej Armii, dowódca sotni Udarnyky-2, działacz Organizacji Ukraińskich Nacjonalistów.
W 1934 roku ukończył ukraińskie gimnazjum w Przemyślu i rozpoczął pracę jako instruktor kulturalno-oświatowy Proswity i Silśkiego Hospodara.
Podczas rozłamu w OUN w 1940 przyłączył się do frakcji OUN-M, i był jednym z jej najaktywniejszych działaczy w rejonie Przemyśla. W 1943 roku wstąpił do 14 Dywizji Grenadierów SS, i służył w niej do lata 1944 roku, kiedy zdezerterował, i rozpoczął działalność w podziemiu w nadrejonie OUN Chołodnyj Jar.
W czasie III ataku na Birczę dowodził sotnią U-2 w zastępstwie rannego sotennego Hromenki. Zginął podczas ataku.